# Ol Kalou
Ol Kalou – miasto w Kenii, stolica hrabstwa Nyandarua. W 2019 liczyło 13,2 tys. mieszkańców.